# Leila Pazooki
Leila Pazooki (* 1977 in Teheran, Iran) ist eine im Iran aufgewachsene Künstlerin, die in Berlin lebt und arbeitet.

## Leben
Pazooki studierte Malerei an der Kunstakademie in Teheran und schloss ihr Studium im Jahr 2000 ab. Ein Jahr später erfolgte der Umzug nach Deutschland, ab 2002 studierte sie Neue Medien an der Akademie der Bildenden Künste in München. Kurz vor Abschluss wurde Pazooki aufgrund einer bürokratischen Angelegenheit des Studiums verwiesen. Zurück in Teheran eröffnete sie ein Grafikstudio, in dem sie Buchcover für iranische Verlage gestaltete. Im Jahr 2004 bekam sie die Zusage von der Weißensee Hochschule der Künste, ihr Studium in Berlin fortzusetzen. Dort hat sie im Jahr 2007 ihren Abschluss in Bildhauerei gemacht. Im Jahr 2009 erreichte sie den Masterabschluss in Kunst im Kontext an der Universität der Künste Berlin. 
Pazooki lebt und arbeitet nach Stationen in Mexiko-Stadt, Indonesien und London heute in Berlin.

## Werk
Ihre Arbeiten wurden international ausgestellt; darunter Einzelausstellungen in Berlin, Dubai, Mexiko-Stadt und Teheran. Sie hat auch an einer Reihe von Gruppenausstellungen unter anderem in Neu-Delhi, Jerusalem, Teheran, New York und Hongkong teilgenommen. Im Jahr 2007 hat sie das interdisziplinäre Projekt mit dem Titel "Ich sehne mich und weiß nicht recht nach was" konzipiert und realisiert. Dies brachte 17 Künstler aus Berlin nach Teheran, die vor Ort künstlerisch tätig wurden und ihre Werke hinterließen.
Pazookis Arbeit ist angeregt vom Eurozentrismus in der Kunstgeschichte und der Wertschätzung der Kunst als Kulturprodukt. Die Arbeit "The Aesthetics of Censorship" thematisierte im Jahr 2009 die Zensur westlicher Kunstgeschichtsbücher im Iran. In der Neon-Installation "Moments of Glory" (2010) zeigt Pazooki die Komplexität der ästhetischen Beziehungen nach ihrem geographischen Kontext auf. Mit der Arbeit "Fair Trade" (2011) zeigt Pazooki eine Reihe von Arbeiten, die in erster Linie die Rolle des Museums im Kontext einer globalisierten Gesellschaft und die Spannungen zwischen dem Massenmarkt und künstlerischer Authentizität in Beziehung setzt.

## Ausstellungen

### Einzelausstellungen
2012
- Magical Thoughts, Langgeng Art Foundation, Jakarta, Indonesien

2011
- Untitled, Gallery Ernst Hilger, Hilger Contemporary, Wien, Österreich
- Fair Trade, Gallery Christian Hosp, Berlin, Deutschland

2009
- Leila Pazooki –Two Minute Photo, B21 Gallery Isabelle van den Eynde, Dubai
- Pixel Gallery, Etemad Gallery, Teheran, Iran
- Pixel Diary, Etemad Gallery, Teheran, Iran

2006
- Hidromanía, Nina Menocal Gallery, Mexiko-Stadt, Mexiko

2004
- Photocollage, Silkroad Gallery, Teheran, Iran

2003
- Silkroad Gallery, Teheran, Iran

1998
- Barg Gallery, Teheran, Iran

1996
- Golestan-Gallery, Teheran, Iran

### Gruppenausstellungen
2013
- A bomb with a ribbon around it: Queens Museum, New York, USA
- The Space Between: Contemporary perspectives on tradition and society, Middle East Center for the Arts (MECA), Jersey City, USA
- Calligraffiti 1984/2013, Leila Heller Gallery, New York, USA
- Summer Selects, Leila Heller Gallery, New York, USA
- Thessaloniki Biennale of Contemporary Art, Roaming Images, Thessaloniki, Greece

2012
- The Global Contemporary Art Worlds After 1989, ZKM Museum, Berlin, Germany
- Westend, Museum of the Seam, Jerusalem, Israel
- Elephant in the Dark, Devi Art Foundation, Neu-Delhi, Indien
- New Positions, Participant Finalist, Art Cologne

2011
- See the Light, Louis Vuitton Boutique, Hong Kong, China

2010
- Illumination, Leila Heller Gallery, New York, NY
- Bild texte - text Bilder, Ernst Hilger Gallery, Wien, Österreich
- One Year, Gallery Christian Hosp, Berlin, Deutschland
- Photo Album, ‘The Archivist’s Impatience’, The LOFT, Mumbai, Indien

2009
- The Augmented Flaws, Kunstagenten Gallery, Berlin, Deutschland
- Promise of Loss, Ernst Hillger Gallery, Wien, Österreich
- Iran Inside Out, the Chelsea Art Museum in collaboration with Leila Heller, New York, USA

2008
- Bay Area Now 5, Yerba Buena Centre for Art, San Francisco, USA
- Conportamientos, Muestra Internacional de Video Arte, Cali, Kolumbien
- Contemporaneo, Faculty of Fine Arts, Cali, Kolumbien
- Ey! Iran, Contemporary Iranian Photography and Video, Wanderausstellung, Neuseeland und Australien

2007
- I’m Longing and I don’t Know for What, „Parallel Moments“, Azad Gallery, Teheran, Iran
- Persian Vision, Wanderausstellung; Herbert F. Johnson Museum of Art, NY / Art Gallery of the University of Maryland / University of Michigan Museum of Art / Arizona Museum of Art, Tucson / Honolulu Academy of Art / Chicago Cultural Centre / Nicolaysen Art Museum, WY

2006
- Close Up II, Video Projektion in den Straßen von Mexiko-Stadt, Casa Vecina, Mexiko
- Pomegranate -Tehran, DGB Haus Berlin, Berlin, Deutschland

2004
- IRÁN BAJO LA PIEL, Casa Asia, CCCB, Barcelona, Spain
- Second Iranian Photography Biennial, Teheran Museum of Contemporary Art, Iran

## Sammlungen
- Devi Art Foundation, Indien
- Nadour Collection, Deutschland
- Langgeng Art Foundation, Indonesien
- Boghossian Foundation, Belgien
- Farook Collection, Traffic Art Center, Vereinigte Arabische Emirate
- Salsali Private Museum, Vereinigte Arabische Emirate

## Ausgewählte Bibliografie
- Art Basel Miami 2012 Highlights:12/8: Moment of Glory by Leila Pazooki, 2010, Complex Art + Design Online, Dezember 2012
- Von Marten, , November 2012
- “A Middleman’s Philosophy: The Nadour Collection”, Canvas Magazine, September/Oktober 2012
- Etegar, Raphie, “Westend”, Westend Exhibition Catalogue, Museum of the Steam, September 2012
- “Kunstwelten nacht 1989”, Kunst Magazine, April 2012
- Fischer, Amanda: “Leila Pazooki Discusses Her New Berlin Show”, Saatchionline, 2011
- “See the Light Exhibition at Espace Louis Vitton Hong Kong”, bkrw.com, 26. Mai 2011
- Reddy, Sameer, “Tour d’Art: Berlin Gallery Week”, NYTimes Magazine, 3. Mai 2011
- Politi, Gea, “Art Dubai 2011: The Fair of Hopes”, Flashartonline.com, Mai 2011
- Rawlings, Ashley, “The Neon Glow of Cliches”, Art Asia Pacific, 29. März 2011
- Adiceam, Ashok, “Illuminations”, Illuminations Exhibition Catalogue, Leila Heller Gallery, 2010
- Hager, Martin, “The Aesthetics of Censorship”, Take on Art Magazine, Vol I, Issue 01, New Delhi, Januar–März 2010
- Kianoosh Vahabi, “Leila Pazooki”, Iran Inside Out Catalogue, Chelsea Art Museum, 2009